# Herb gminy Mircze
Herb gminy Mircze – jeden z symboli gminy Mircze, autorstwa Piotra Dymmela, ustanowiony 30 grudnia 1999.

## Wygląd i symbolika
Herb przedstawia na tarczy w polu czerwonym dzielonym z lewa w skos srebrną linią falistą z lewej strony złoty księżyc barkiem w dół z krzyżem, natomiast z prawej strony srebrny topór ze złotą rękojeścią. Linia falista nawiązuje do rzeki Bug, topór to godło z herbu Topór, a księżyc nawiązuje do herbu Szeliga, będącego również herbem Kryłowa.